# 竹井昂司
竹井 昴司（たけい こうじ、1990年7月30日 - ）は、日本の元水球選手。ハンガリーのプロチームHonvedにてプレーしたこともある。

## 人物
京都府出身。身長：176cm、体重：78kg。2013年～2014年シーズンのハンガリー国内選手ランキングにおいては、ゴール数で5位、ペナルティ・シュート数で7位などのほか、総合ポイントで2位となっている。

## 略歴
- 京都市立修学院小学校
- 京都市立修学院中学校
- 京都府立鳥羽高等学校
- 日本体育大学
- 水球全日本代表（ポセイドンジャパン）
- Kingfisher74
- Honved（ハンガリー）